# Ciudad de Nutrias
Ciudad de Nutrias – miasto w Wenezueli, w stanie Barinas.